# 高一諾
高一諾（英語：Ko Yat Lok，1978年11月18日—）男，香港電影演員及音樂人。其戲路廣泛，可忠可奸 《黑白森林》《非典人生 （页面存档备份，存于）》《臥底巨星》《如果沒有那年五月 （页面存档备份，存于）》 《追龍》一片已水警出現。
在藝術發展方面，他是電子音樂藝術家、作曲家、唱片製作人、歌手、填詞人、旁白配音員。 他對電子音樂和電子合成器有着開創了的UFO主題原聲音樂影響，並以追求多元化的風格影響着UFO MUSIC前衛電子音樂流派。

高一諾在2023就學期間開始了他的作曲生涯，當時他是一名電腦動畫師及編曲混音師。他的第一次重大成功是在2023年作為城大專業教學院-創意數碼媒體設計並發行了實驗性電子融合專輯《外星人唱好香港故事 ALIEN -UFO SING GOOD HK WOR Original Motion Picture Soundtrack (INSTRUMENTAL) - EP （页面存档备份，存于）》。
兩個月後，他發佈了專輯《原宇宙 星世紀 香港飛碟學會 2024 28週年跳躍展 HONG KONG UFO CLUB - Soundtrack 原聲音樂大碟 （页面存档备份，存于）》 。其中包括曲目《Y-FILE （页面存档备份，存于）》對UFO主題原聲音樂發展具有重要意義。

他亦是作者，曾為台灣出版撰寫有關文章，現為台灣 Pubu電子書城正式出版 《記憶班課程》 作者之一

## 音樂作品
歌曲
2015年：《Your Father Take Rice? （页面存档备份，存于）》- 演唱：Ko Yat Lok （页面存档备份，存于）

## 錄音室專輯
原創專輯

動畫等作品配樂原創專輯
2023年：《外星人唱好香港故事 ALIEN -UFO SING GOOD HK WOR Original Motion Picture Soundtrack (INSTRUMENTAL) - EP （页面存档备份，存于）》- 作曲：CityU KoKo （页面存档备份，存于）

藝術展覽會配樂原創專輯
2024年：《原宇宙 星世紀 香港飛碟學會 2024 28週年跳躍展 HONG KONG UFO CLUB - Soundtrack 原聲音樂大碟 （页面存档备份，存于）》- 作曲：高一諾 （页面存档备份，存于）

## 出版書籍
書籍
2017年: 《記憶班課程 （页面存档备份，存于）》Pubu電子書城 出版